# Asura octiger
Asura octiger är en fjärilsart som beskrevs av Van Eecke 1929. Asura octiger ingår i släktet Asura och familjen björnspinnare. Inga underarter finns listade i Catalogue of Life.